# تريفور كريستي
تريفور كريستي (بالإنجليزية: Trevor Christie)‏ هو لاعب كرة قدم بريطاني، ولد في 28 فبراير 1959. لعب مع ليستر سيتي ومانشستر سيتي ونادي مانسفيلد تاون ونادي والسول ونوتينغهام فورست.

## وصلات خارجية
- تريفور كريستي على موقع قاعدة بيانات كرة القدم.إي يو (الإنجليزية)